# Байрон, Томас
Сэр Томас Байрон (англ. Sir Thomas Byron; приблизительно 1610 — 5 февраля 1644, Оксфорд, Королевство Англия) — английский дворянин, офицер-роялист во время гражданской войны. Командовал кавалерийским полком принца Уэльского (в том числе в битве при Эджхилле в октябре 1642 года). при Хоптон Хит после гибели командующего, графа Нортгемптона, возглавил армию и смог добиться частичных успехов. Был смертельно ранен в стычке с собственным солдатом.